# Kazimierz Głowacki (historyk sztuki)
Kazimierz Jerzy Głowacki (ur. 9 czerwca 1941 w Piotrkowie Trybunalskim, zm. 17 sierpnia 2024 w Kielcach) – historyk sztuki, historyk urbanistyki, heraldyk, zabytkoznawca, konserwator zabytków, wydawca.
W latach 1999–2009 nauczyciel akademicki w Instytucie Sztuk Pięknych Uniwersytetu Humanistyczno-Przyrodniczego im. Jana Kochanowskiego (dawnej: Akademii Świętokrzyskiej) w Kielcach), promotor 80 dyplomów magisterskich. Analizowanie twórczości artystycznej podczas seminariów magisterskich prowadzonych przez Kazimierza Głowackiego dotyczyło głównie prowincjonalnych zabytków sztuki rozproszonych po Kielecczyźnie. Podejmowane przez jego studentów badania (m.in. w oparciu o często nieznanie wcześniej lokalne źródła archiwalne i zbiory kościelne) owocowały niejednokrotnie nowymi ustaleniami naukowymi. Konsekwentne skupienie się na inicjowaniu podstawowych badań regionalnych, dotyczących dziedzictwa kulturowego społeczności lokalnych, pozwoliło w efekcie na stworzenie w archiwum Instytutu Historii Sztuki Uniwersytetu Jana Kochanowskiego dokumentacyjnej bazy ikonograficznej i faktograficznej historycznej Sandomierszczyzny i całego regionu świętokrzyskiego. Prof. Jerzy Kowalczyk zaliczył go do grona najznakomitych badaczy dziedzictwa kulturowego regionu kielecko-sandomierskiego

## Wykształcenie
Absolwent Wydziału Sztuk Pięknych Uniwersytetu Mikołaja Kopernika w Toruniu, gdzie w 1968 za pracę o polskiej rzeźbie secesyjnej Artysta rzeźbiarz Wacław Bębnowski (1865-1945) uzyskał tytuł magistra w Instytucie Zabytkoznawstwa i Konserwatorstwa Zabytków. Tamże w 1984 r. otrzymał stopień doktora nauk humanistycznych za rozprawę Rozwój przestrzenny Piotrkowa Trybunalskiego i jego problematyka konserwatorska.

## Działalność
Działalność kulturalną rozpoczynał w latach 60., m.in. jako autor tekstów o tematyce zabytkoznawczej, a także utworów poetyckich, publikowanych m.in. pod pseudonimami: Andrzej Trybunalski, Konrad Strumiłło. Członek Grupy Poetyckiej "Trybunalik" Scenograf piotrkowskiego Studenckiego Teatrzyku Satyry "Papuga".
Uprawiał też wówczas grafikę (m.in. pod pseudonimem: KAC), publikując swe prace w prasie polskiej i zagranicznej (głównie satyrycznej). Kazimierz Głowacki wykonywał także rysunki znanych osobistości. I tak np. spod jego ręki w 1962 roku wyszła karykatura Melchiora Wańkowicza, zaprezentowana telewidzom w popularnym programie Karola Małcużyńskiego – Magazyn Aktualności „Peryskop”. Wspomniany rysunek piórkiem, dopełniony odręcznym komentarzem samego pisarza (Moja żona (vel Królik) dopiero z Pana rysunku zrozumiała jak ładnego ma chłopca), umieścił później na swych łamach "Studencki Organ Prasowy Kpiarskiej Konfraterni Utrapistów Toruńskich". Głowacki swe prace graficzne publikował nie tylko w pismach satyrycznych, takich jak: "Szpilki" (Warszawa), "Karuzela" (Łódź), "Kaktus" (Poznań), "Kocynder" (Katowice), ale i prasie społeczno kulturalnej, np.: „Jazz” (Gdańsk), „Panorama Północy” (Olsztyn) czy "Przemiany" (Kielce).
Wydawca i redaktor naczelny unikatowego studenckiego periodyku artystycznego "Pokrzyk Asfaltowy" (z licznymi dodatkami tematycznymi), ukazującego się na Wydziale Sztuk Pięknych Uniwersytetu Toruńskiego w latach 1965-1968.
W 1971 r. opublikował (pod pseudonimem: Andrzej Trybunalski) w warszawskim Wydawnictwie Harcerskim jeden z pierwszych polskich podręczników dla początkujących kolekcjonerów.
Od 1972 pracownik Działu Sztuki Muzeum Świętokrzyskiego (obecnie Narodowego) w Kielcach, gdzie w 1973 r. wydał monografię przechowywanej tam, cennej kolekcji dzieł orientalnego rzemiosła artystycznego. Od 1973 r. związany zawodowo z kieleckim oddziałem Przedsiębiorstwa Państwowego "Pracownie Konserwacji Zabytków" na stanowisku głównego specjalisty i kierownika Pracowni Dokumentacji Naukowo-Historycznej, a później kierownika Pracowni Badań Urbanistycznych.
Efektem wspomnianych działań było jego autorstwo wielu specjalistycznych studiów zabytkoznawczych, m.in. dokumentacji historyczno-architektonicznej sporządzonej w 1976 r. na temat piotrkowskiej cerkwi prawosławnej Wszystkich Świętych, oraz ukończonego w 1978r, podobnego typu opracowania analizującego walory artystyczne piotrkowskiego kościoła i klasztoru bernardyńskiego
W 1978 kielecki oddział Stowarzyszenia Historyków Sztuki opublikował fragmenty odkrytej przez niego podczas kwerend archiwalnych, rękopiśmiennej spuścizny pamiętnikarskiej polskiego numizmatyka, heraldyka i inwentaryzatora zabytków Kazimierza Stronczyńskiego.
W tym samym – 1978 r. decyzją Naczelnej Dyrekcji Archiwów Państwowych w Warszawie wyróżniony został odznaką "Za Zasługi dla Archiwistyki". W 1979 r. Minister Kultury i Sztuki przyznał mu odznakę honorową "Zasłużonego Działacza Kultury”.
W 1980 Muzeum Okręgowe w Piotrkowie Trybunalskim wydało monografię jego pióra dotyczącą tutejszego kościoła farnego św. Jakuba.
W 1981 za działalność naukową związaną z popularyzacją zabytków regionu wyróżniony został odznaką „Za Zasługi dla Województwa Piotrkowskiego”.
W 1982 r. Muzeum Okręgowe w Piotrkowie wydało kolejną jego monografię, tym razem o tutejszym kościele Św. Franciszka Ksawerego i kolegiach jezuickich.
W tym samym czasie opracował obszerny przewodnik turystyczny zatytułowany Piotrków Trybunalski i okolice, zawierający poza nowymi ustaleniami faktograficznymi m.in. rzuty budowli oraz własnoręczne rysunki z widokami ważniejszych zabytków architektonicznych. Od tego też czasu datowała się jego ścisła współpraca ze Społecznym Komitetem Rewaloryzacji Starego Miasta w Piotrkowie Trybunalskim, czemu towarzyszyły liczne publikacje materiałów dotyczących zabytków miasta, które zamieszczał wówczas w prasie codziennej i periodykach specjalistycznych. Ważne miejsce w dorobku naukowym Głowackiego stanowi Studium historyczno-urbanistyczne miasta Piotrkowa Trybunalskiego, stanowiące, zdaniem specjalistów doskonały, podstawowy materiał, na którym powinny bazować wszelkie opracowania planów zagospodarowania przestrzennego i rewaloryzacji miasta Piotrkowa. Jedną z jego obszerniejszych publikacji jest Urbanistyka Piotrkowa Trybunalskiego wydana w 1984 r.. Wspomniana publikacja w 1991 r. zdobyła główną nagrodę Ministra Kultury i Sztuki i Stowarzyszenia Konserwatorów Zabytków w ogólnopolskim konkursie na najlepszą książkę z zakresu popularyzacji dziedzictwa narodowego (w zamierzeniu autora, był to pierwszy tom trylogii, która obejmować ma całokształt artystycznych dziejów miasta: tom drugi omawiać ma architekturę, a trzeci – malarstwo, rzeźbę i rzemiosło artystyczne).
W tym samym – 1984 r., piotrkowskie Muzeum Okręgowe wydało jego kolejny tom z serii Monografii Zabytków Województwa Piotrkowskiego – poświęcony tym razem opactwu norbertańskiemu z pobliskiego Witowa.
W latach 80. Kazimierz Głowacki współpracował również z niepodległościową prasą ukazującą się w kraju poza zasięgiem cenzury, publikując tam swe prace graficzne, jak i teksty (m.in. pod pseudonimem: Piotr Neris).
Za zasługi w pracy badawczej i popularyzacji dziedzictwa kulturowego regionu piotrkowskiego w 1985 r. przyznana mu została "Złota Wieża Trybunalska" – prestiżowa nagroda wręczana przez Towarzystwo Przyjaciół Piotrkowa Trybunalskiego najwybitniejszym osobistościom związanym z tym miastem. Z tej też okazji, piotrkowski literat Rafał Orlewski osobie Głowackiego poświęcił jeden ze swych wierszy, opublikowanych później w specjalnym wydawnictwie pamiątkowym.
W 1988 r. Kazimierz Głowacki opracował monografię architektoniczną zamku królewskiego w Piotrkowie Trybunalskim.
W 1989 r. przyznana mu została kolejna nagroda, tym razem Wojewody Piotrkowskiego za prace badawcze nad kulturowymi dziejami regionu.
Przez kilka kolejnych lat K. J. Głowacki pracował m.in. w Rydze, w ekipach polskich specjalistów – konserwatorów dzieł sztuki, badających i ratujących zabytki Łotwy. Kierował on tam badaniami historycznymi przy rewaloryzacji średniowiecznego kościoła św. Jerzego i zamku Kawalerów Mieczowych (Fratres Militae Christi de Livonia) w Rydze (ob. Łotewskie Muzeum Sztuki Dekoracyjnej i Wzornictwa). Śladem jego ówczesnych zajęć zawodowych pozostają też publikacje m.in. na temat barokowej rzeźby kurlandzkiej, architektury inflanckiej i średniowiecznej urbanistyki Rygi.
W 1991 r. na mocy porozumienia stron, przeniesiony został z Pracowni Konserwacji Zabytków na etat Krajowego Ośrodka Dokumentacji Zabytków w Warszawie. Wówczas to Ministerstwo Kultury i Sztuki powierzyło mu zorganizowanie w Kielcach Regionalnego Ośrodka Studiów i Ochrony Środowiska Kulturowego (później: Regionalny Ośrodek Badań i Dokumentacji Zabytków, obecnie : Narodowy Instytut Dziedzictwa – Oddział Terenowy w Kielcach), którego został pierwszym dyrektorem. W ramach działalności Ośrodka, poza praca naukową, zajmował się również projektowaniem edytorskim jego wydawnictw regionalnych. Głowacki jest autorem plakatów, sygnetów wydawniczych, rysunków, oraz układów typograficznych i okładek. Zajmował się także rekonstrukcją i tworzeniem nowych godeł samorządowych, gmin regionu świętokrzyskiego. Jest autorem m.in. będącego aktualnie w użyciu herbu pod kieleckiej gminy: Miedziana Góra Jego autorstwa jest również herb podkieleckiej gminy Daleszyce. Wówczas też opracował koncepcję wydawniczą i rozpoczął kompletowanie materiałów źródłowych do pierwszych tomów Świętokrzyskiej Encyklopedii Regionalnego Dziedzictwa Kulturowego (po jego rezygnacji z kierowania Ośrodkiem prace nad tym projektem zaniechano, a przygotowane do druku materiały wyłączono z dalszego opracowywania i złożono w archiwum).
K. Głowacki współpracował też nadal z Instytutem Sztuki Polskiej Akademii Nauk w Warszawie, czego efektem są noty biograficzne publikowane sukcesywnie w Słowniku artystów polskich i obcych w Polsce działających.
W 1992 r. z okazji wizyty papieskiej, w kieleckim Wydawnictwie Diecezjalnym "Jedność" opublikowany został pamiątkowy album Skarby Kielc z jego współautorstwem w części dotyczącej sakralnych zabytków sztuki, tego miasta.
Gromadzone przez wiele lat materiały źródłowe do herbarza miejskiego regionu świętokrzyskiego zaowocowały wydaniem w 2001 r. obszernej pracy prezentującej (na przykładzie blisko dwu tysięcy ilustracji) najważniejsze źródła sfragistyczne związane z heraldyką miejską obszaru historycznej Sandomierszczyzny.
W 2002 r. K. Głowacki wydrukował pierwszy tom materiałów dotyczący zabytkowych układów przestrzennych, historycznych miast regionu sandomiersko-kieleckiego. Dotąd nie udało się opublikować dalszych tomów tego monumentalnego opracowania. Zdaniem polskiego historyka prof. Feliksa Kiryka praca ta ...ma charakter pionierski, jest propozycją autorską, nie mającą w literaturze przedmiotu wyraźnych precedensów
W 2003 r. K. Głowacki odznaczony został przez Prezydenta RP Złotym Krzyżem Zasługi.
Od lat trudni się również sporadycznie krytyką artystyczną. Poza tematyką świętokrzyską szczególne miejsce w jego dorobku zajmują badania zjawisk kulturowych jego stron rodzinnych. Zdaniem socjologa kultury regionu piotrkowskiego Jerzego Kissona-Jaszczyńskiego Kazimierz Głowacki jest zdecydowanie największym badaczem dziejów Piotrkowa Trybunalskiego, działającym w drugiej połowie XX wieku i czy, jak do tej pory, w ogóle nie największym.